# Mirów (gmina)

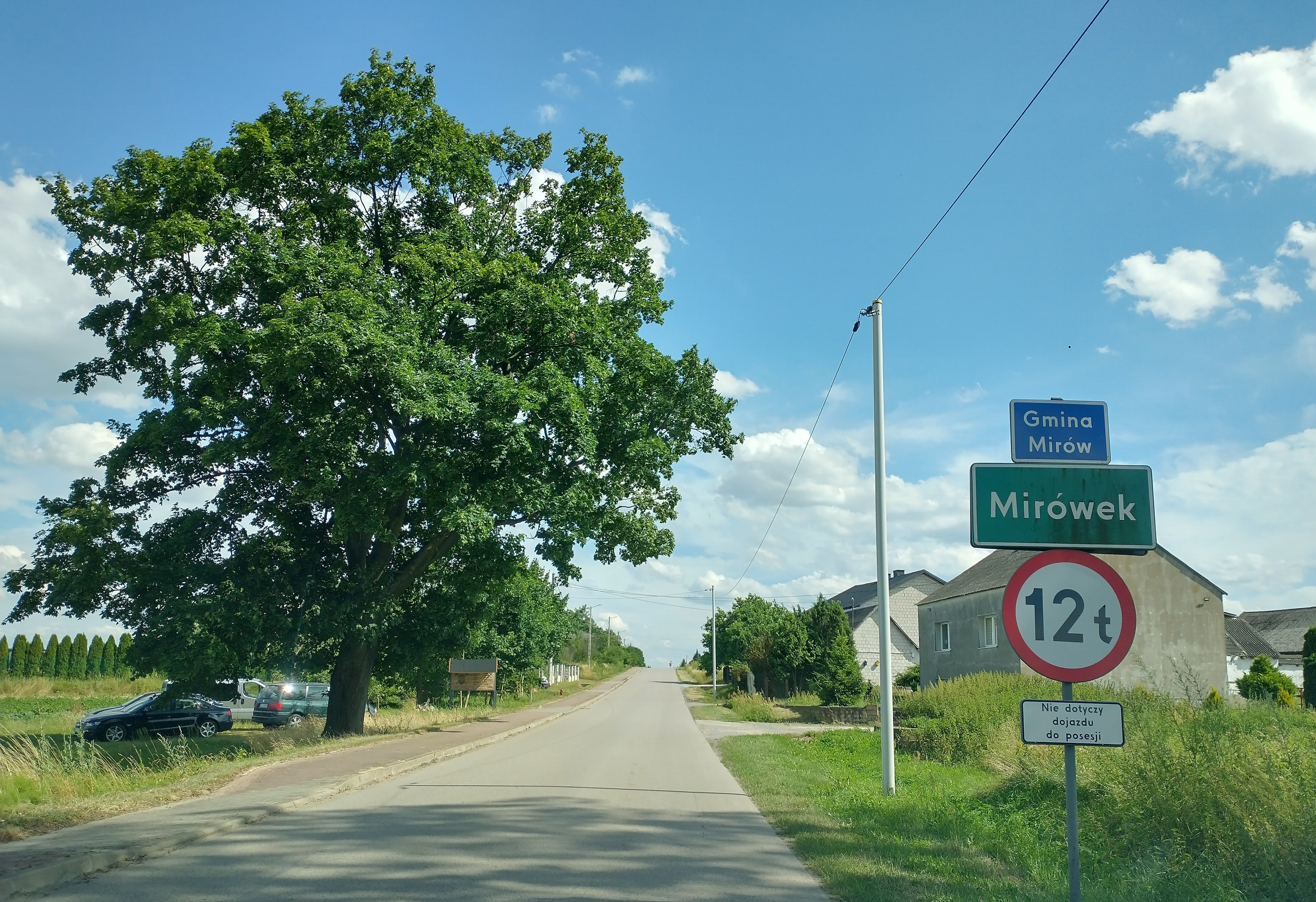
Wjazd na teren gminy od północy (Mirówek)

Mirów (1870-1954 gm. Rogów) – gm. wiejska w woj. mazowieckim, w pow. szydłowieckim.
Siedzibą władz jest Mirów Stary.
W Król. Polskim gm. należała do pow. radomskiego w gub. radomskiej. 13 I 1870 do gm. przyłączono pozbawiony praw miejskich Jastrząb, po czym przemianowano ją na gm. Rogów. W kolejnych podziałach administracyjnych okolice Mirowa pozostawały niezmienione. W 1975-'98 wchodziła w skład woj. radomskiego.
Według danych z grudnia 2011 gminę zamieszkiwały 3894 osoby, a 31 grudnia 2019 roku 3898 osób.

## Struktura powierzchni
Według danych z 2002 g. M. ma obszar 70,02 km², w tym:
- użytki rolne: 63%
- użytki leśne: 32%

Gmina stanowi 14,93% powierzchni powiatu.

## Demografia
Dane z 31 grudnia 2015 gmina liczyła 3886 osób, w tym mężczyzn 2017, kobiet 1869.

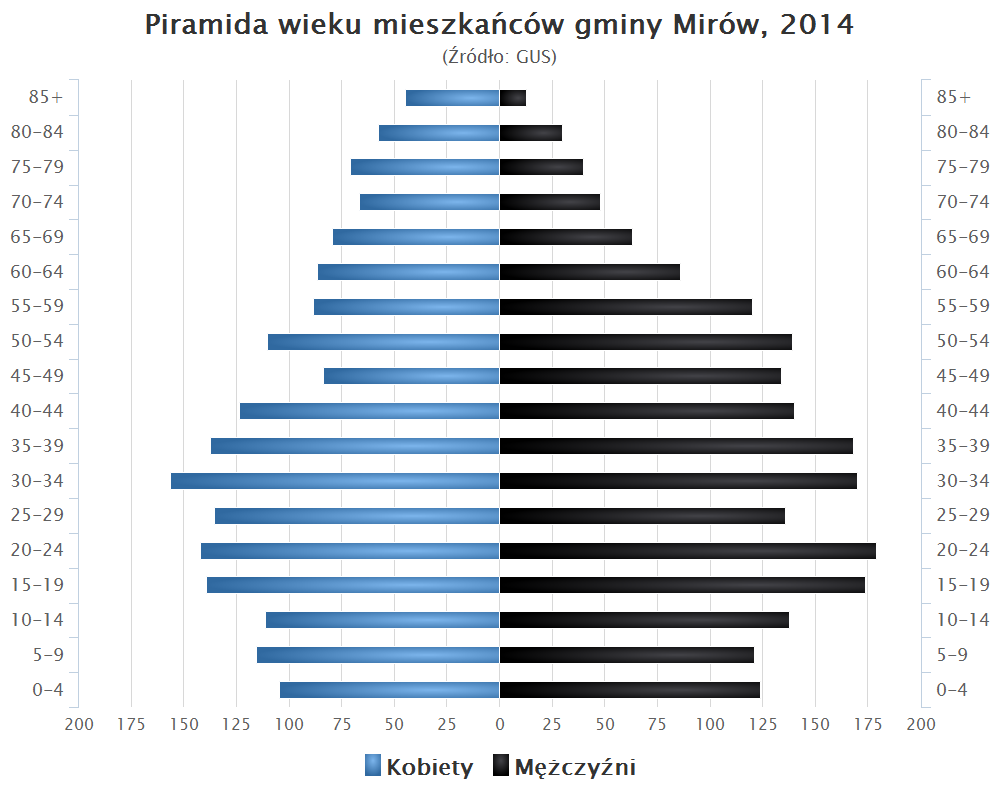
Piramida wieku mieszkańców gminy Mirów w 2014 roku

Dane z 30 czerwca 2004:
| Opis                              | Ogółem | Ogółem | Kobiety | Kobiety | Mężczyźni | Mężczyźni |
| --------------------------------- | ------ | ------ | ------- | ------- | --------- | --------- |
| jednostka                         | osób   | %      | osób    | %       | osób      | %         |
| populacja                         | 3805   | 100    | 1871    | 49,2    | 1934      | 50,8      |
| gęstość zaludnienia (mieszk./km²) | 54,3   | 54,3   | 26,7    | 26,7    | 27,6      | 27,6      |

## Historia
Gminę zbiorową Mirów utworzono 13 stycznia 1867 w związku z reformą administracyjną Królestwa Polskiego. Gmina weszła w skład nowego powiatu radomskiego w guberni radomskiej i liczyła 2882 mieszkańców.
13 stycznia 1870 gmina została zniesiona w związku z przyłączeniem do niej zniesionego miasta  Jastrząb i jednoczesnym przemianowaniem jednostki na gminę Rogów, ze względu na położenie w Rogowie punktu centralnego gminy oraz obecności tamże kancelarii gminnej.
Po reaktywowaniu gmin 1 stycznia 1973 roku gminy Rogów nie przywrócono, utworzono natomiast z jej dawnego obszaru dwie nowe jednostki – gminę Jastrząb i gminę Mirów w powiecie szydłowieckim w tymże województwie.
- 1 I 2004 Kierz Niedźwiedzi dokonuje secesji przechodząc do gm. Skarżysko Kościelne w pow. skarżyskim woj. świętokrzyskiego.

## Samorząd
Wójtowie
- 2004-2012 Zdzisław Dzik
- 2012-2014 p. o. Albert Bobrowski[16]
- od 2014 Artur Siwiorek

Rady Gminy
| Kadencja 2010-2014 |
| --- |
| - Dariusz Bąk - Marek Gołosz - Marian Kaluga - Joanna Kowalik - Grzegorz Łukawski - Zygmunt Majstrak - zastępca przewodniczącego - Zdzisław Minda - Wiesław Morawiak - przewodniczący - Bożena Rokita - Marek Sieczka - Jan Siedlecki - Artur Siwiorek - Mieczysława Tuzimek - Karol Walas - Marian Zdziech |

| Kadencja 2014-2018 | Kadencja 2014-2018 | Kadencja 2014-2018 | Kadencja 2014-2018 |
| Imię i nazwisko    | Komitet            | Okręg              | Funkcja            |
| ------------------ | ------------------ | ------------------ | ------------------ |
| Janusz Chruściel   | Artura Siwiorka    | 1                  |                    |
| Jarosław Gromek    | Samorządny Mirów   | 2                  |                    |
| Artur Parszewski   | R-R-R              | 3                  |                    |
| Wiesław Morawiak   | Solidarny Samorząd | 4                  | od 2016 przew. RG  |
| Marek Gwóźdź       | Samorządny Mirów   | 5                  |                    |
| Kamil Minda        | Artura Siwiorka    | 6                  |                    |
| Grzegorz Rudziński | Artura Siwiorka    | 7                  |                    |
| Jan Siedlecki      | Artura Siwiorka    | 8                  |                    |
| Joanna Kowalik     | Artura Siwiorka    | 9                  |                    |
| Wacław Iwański     | Artura Siwiorka    | 10                 |                    |
| Leszek Antos       | Solidarny Samorząd | 11                 |                    |
| Marek Czubak       | Artura Siwiorka    | 12                 |                    |
| Piotr Gołosz       | Artura Siwiorka    | 13                 | do 2016 przew. RG  |
| Anita Król         | Solidarny Samorząd | 14                 |                    |
| Jacek Kiełbasa     | Artura Siwiorka    | 15                 |                    |

| Kadencja 2018-2023      | Kadencja 2018-2023 | Kadencja 2018-2023 | Kadencja 2018-2023 |
| Imię i nazwisko         | Komitet            | Okręg              | Funkcja            |
| ----------------------- | ------------------ | ------------------ | ------------------ |
| Janusz Chruściel        | Artura Siwiorka    | 1                  |                    |
| Monika Zapała           | Solidarny Samorząd | 2                  |                    |
| Artur Parszewski        | Artura Siwiorka    | 3                  |                    |
| Wiesław Morawiak        | Solidarny Samorząd | 4                  | przew. Rady Gm.    |
| Jan Siedlecki           | PiS                | 5                  |                    |
| Alicja Nowak            | PiS                | 6                  |                    |
| Marek Gwóźdź            | Solidarny Samorząd | 7                  |                    |
| Kamil Minda             | PiS                | 8                  |                    |
| Grzegorz Rudziński      | PiS                | 9                  |                    |
| Wacław Iwański          | Artura Siwiorka    | 10                 |                    |
| Leszek Antos            | Bogdana Książka    | 11                 |                    |
| Arkadiusz Bilski        | Jarosława Gromka   | 12                 |                    |
| Leszek Suwara           | Bogdana Książka    | 13                 |                    |
| Anita Maciejczak (Król) | Solidarny Samorząd | 14                 |                    |
| Jacek Kiełbasa          | Artura Siwiorka    | 15                 |                    |

## Sołectwa
Bieszków Dolny, Bieszków Górny, Mirów Nowy, Mirów Stary, Mirów, Mirówek, Rogów, Zbijów Duży, Zbijów Mały

## Sąsiednie gminy
Jastrząb, Mirzec, Skarżysko Kościelne, Szydłowiec i Wierzbica.